# Авл Эгнаций Прокул
Авл Эгнаций Прокул (лат. Aulus Egnatius Proculus) — римский государственный деятель начала III века.
Происходил из этрусского рода Эгнациев. Предположительно, его отцом был философ Авл Эгнаций Присциллиан. Известно, что он занимал ряд должностей в течение своей карьеры, но точно или даже предположительно их датировать практически невозможно. Прокул был легатом Нумидии в конце II или в начале III века, затем находился на посту легата VIII Августова легиона, дислоцировавшегося в Верхней Германии. Также Авл занимал должности префекта, ответственного за распределение бесплатного зерна в Риме, и префекта Сатурнова эрария. Вершиной его карьеры было назначение консулом-суффектом. Кроме того, Прокул куратором городов Бовиан, Альба-Фуцентий и Юлия Конкордия.
Его братьями, по всей видимости, были Луций Эгнаций Виктор и Квинт Эгнаций Прокул.